# Torre Brunetta
La Torre Brunetta (también conocida por años como Torre Olivetti) es una de las primeras torres de oficinas de estilo moderno construidas en la ciudad de Buenos Aires, Argentina. Siguiendo el paradigma de la Lever House, el de la torre vidriada con basamento tomando todo el terreno, fue también precursora en este estilo de construcciones en la ciudad.

## Historia

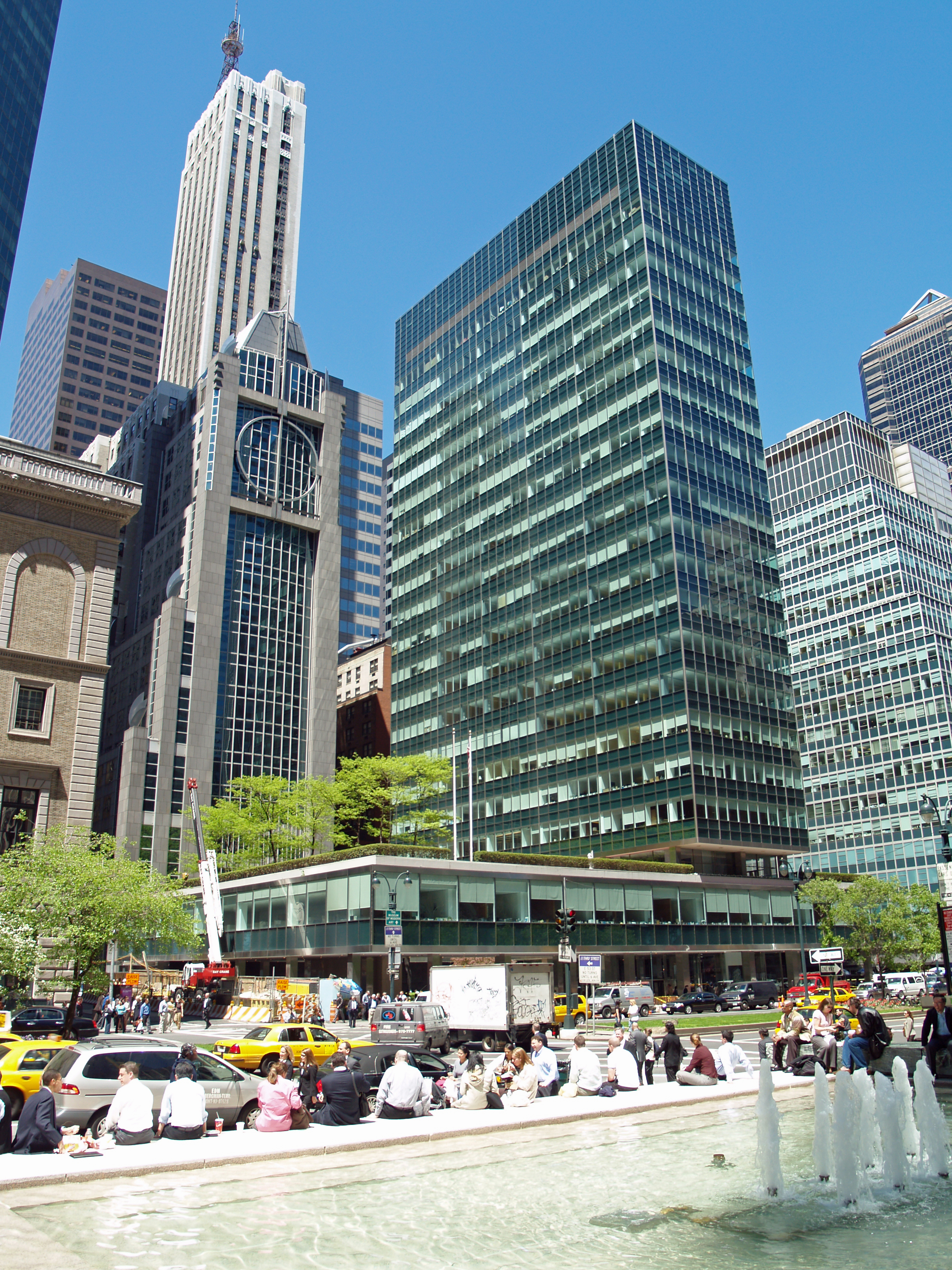
La Lever House, influyente en la Brunetta.

Fue un emprendimiento de la compañía constructora e inmobiliaria Brunetta, que adquirió el terreno en la esquina de Avenida Santa Fe y Suipacha en agosto de 1961 y sobre él comenzó en el mes de noviembre del mismo año  la construcción de una torre de cien metros de altura, diseñada por los arquitectos Nicolás Pantoff y Fernando Fracchia, que se inauguró en octubre de 1962. A comienzos de la década de 1960, un gran número de compañías comenzaban a instalarse en Buenos Aires, y la ciudad aún no contaba con edificios con las innovaciones tecnológicas y las comodidades necesarias, y esta demanda motivó a Brunetta a desarrollar este proyecto.
Varios pisos de la torre alojaron las oficinas de la empresa de máquinas de escribir Olivetti, y en su remate se colocó el logo de la compañía. Es por ello que el moderno edificio fue conocido popularmente con el nombre de Torre Olivetti. El local de la planta baja también pertenecía a la compañía, y su diseño fue encargado al arquitecto Amancio Williams en 1966. Al abandonar más tarde el inmueble, se retiró el logo de la cima del edificio.
Durante décadas, el local de la planta baja es ocupado por Alitalia. En septiembre de 2010, estalló en la puerta de la sucursal un artefacto explosivo casero, que no causó heridos o muertes pero destrozó la vitrina. En la actualidad dicho local es ocupado por Assist-Card, empresa que también durante décadas tuvo sus oficinas administrativas en distintos pisos.
Los pisos de oficinas son ocupados en la actualidad por Rolex Argentina, la constructora Panedile, la misma firma Brunetta, la aseguradora Assist Card, el diario bahiense La Nueva Provincia, Cencosud, Falabella y el Ministerio de Turismo nacional, que además utiliza uno de los locales de la galería comercial.

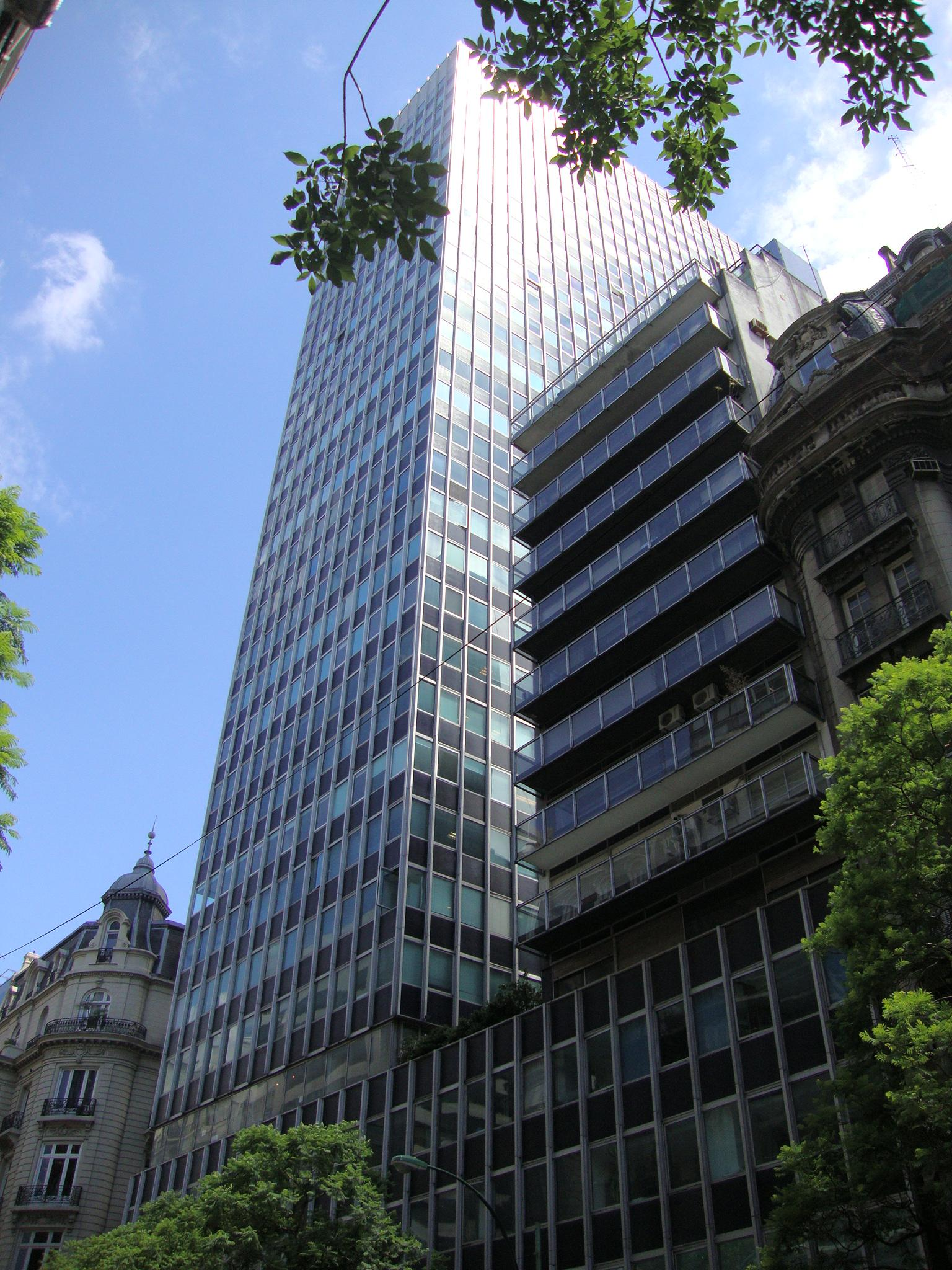
Vista de la torre y el edificio de viviendas

## Arquitectura
La Torre Brunetta es un edificio cuyo basamento de cuatro plantas ocupa la totalidad de su parcela, y luego se despega la torre de 31 pisos, sumando 30.000 m² de superficie, teniendo en cuenta los cuatro subsuelos utilizados como cocheras (con capacidad para 35 vehículos cada nivel). En el edificio Brunetta, el acceso a los seis ascensores que conducen a los pisos de oficinas se realiza por un hall con entrada por Suipacha 1111, con pisos de mármol blanco y paredes de granito negro; mientras por la Avenida Santa Fe se entra a una pequeña galería comercial con tres locales, y sobre la medianera paralela a dicha avenida se encuentra la rampa de las cocheras.
La fachada está revestida por un muro cortina (courtain wall) de perfiles de aluminio, con cristales semitemplados azules, lana mineral y cierre interior con elementos prefabricados. Este tipo de revestimiento vidriado es característico de la arquitectura moderna de oficinas, y fue popularizado por Mies van der Rohe en su Edificio Seagram.
El conjunto está integrado también por un edificio de viviendas, construido sobre la Avenida Santa Fe y de altura mucho menor, con una entrada independiente y once pisos a partir del basamento de oficinas.

## Véase también

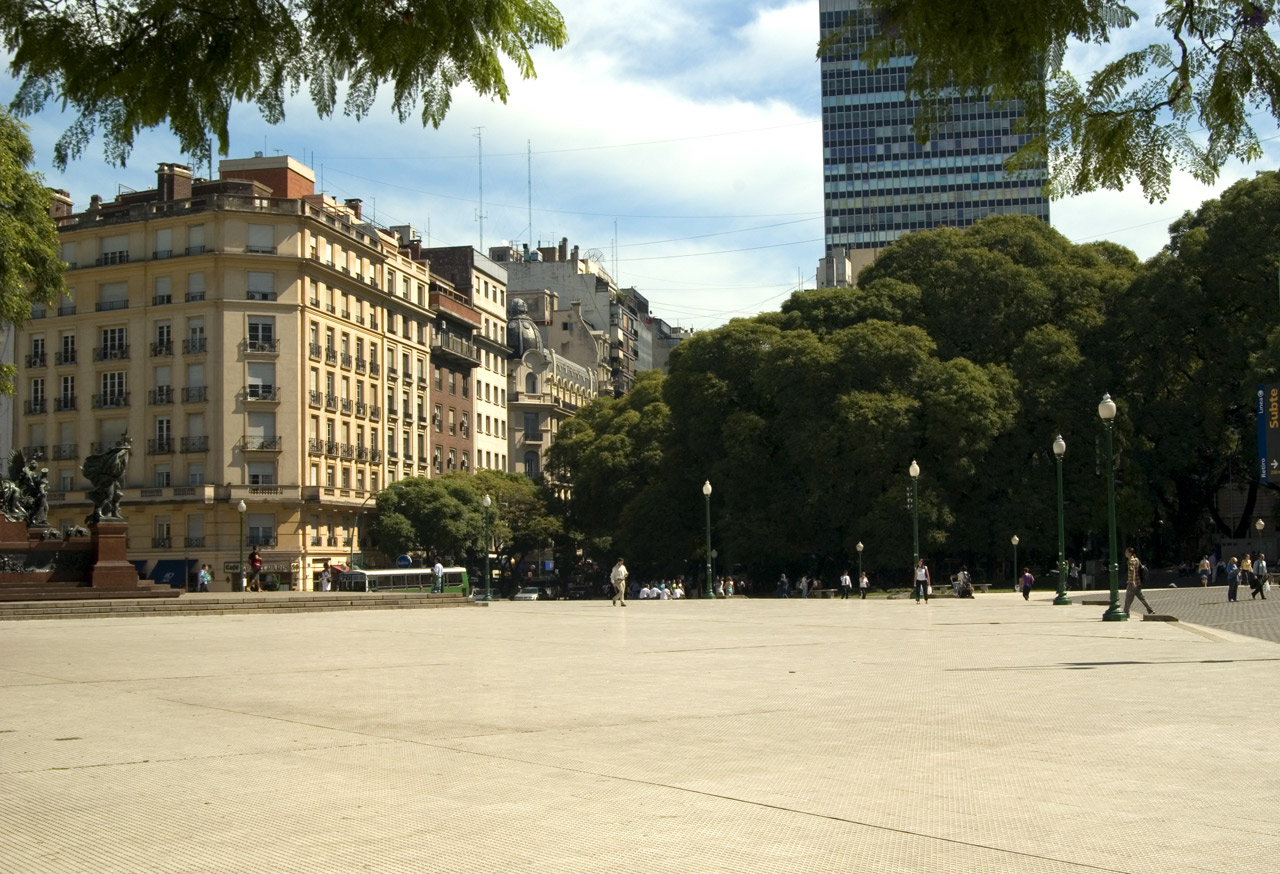
Vista desde la Plaza San Martín